# Campeonato Chileno de Futebol de 1989 - Terceira Divisão
O Campeonato Chileno de Futebol de Terceira Divisão de 1989 (oficialmente Campeonato Oficial de Fútbol de la Tercera División de Chile 1989) foi a 9ª edição do campeonato do futebol do Chile, terceira divisão. Os 28 clubes jogam em turno e returno em três grupos regionalizados (dois de 10 e um de 8 - Zona Sul). Os três melhores (dois melhores na Zona Sul) de cada grupo vão à fase final, onde o campeão e o vice são promovidos para o Campeonato Chileno de Futebol de 1990 - Segunda Divisão. Os quatro últimos colocados (três últimos na Zona Sul) de cada grupo vão à fase final (torneio de descenso), onde os dois últimso seriam rebaixados para o Campeonato Chileno de Futebol de 1990 - Quarta Divisão

## Participantes
| Equipe                                        | Cidade        | Região                           | No ano anterior                                                      | Estádio                                       | Capacidade | Títulos        | Participações |
| --------------------------------------------- | ------------- | -------------------------------- | -------------------------------------------------------------------- | --------------------------------------------- | ---------- | -------------- | ------------- |
| Club Deportivo Rengo                          | Rengo         | Região de O'Higgins              | Quinto Lugar (Ascenso)                                               | Estádio Municipal Guillermo Guzmán Díaz       | 5.000      | 0 (não possui) | 4             |
| Club Deportivo Cultural Doñihue               | Doñihue       | Região de O'Higgins              | Quinto Lugar (Descenso)                                              | Estádio Súper Pollo                           | 1.500      | 0 (não possui) | 9             |
| Club Deportivo Defensor Casablanca            | Casablanca    | Região de Valparaíso             | Sétimo Lugar (Zona Norte)                                            | Raúl Vargas Verdejo                           | 2.500      | 0 (não possui) | 9             |
| Club de Deportes Maipo                        | Isla de Maipo | Região Metropolitana de Santiago | Terceiro Lugar (Descenso)                                            | ----                                          | ---        | 0 (não possui) | 9             |
| Club Social y Deportivo Goodyear              | Maipú         | Região Metropolitana de Santiago | Oitavo Lugar (Zona Norte)                                            | ---                                           | --         | 0 (não possui) | 9             |
| Club Deportivo Municipal Talagante            | Talagante     | Região Metropolitana de Santiago | Quinto Lugar (Zona Sul)                                              | Estádio Municipal Lucas Pacheco Toro          | ---        | 0 (não possui) | 8             |
| Club de Deportes Comercio de Llay-Llay        | Llaillay      | Região de Valparaíso             | Oitavo Lugar (Ascenso)                                               | ---                                           | --         | 0 (não possui) | 7             |
| Juventud Puente Alto                          | Puente Alto   | Região Metropolitana de Santiago | Segundo Lugar (Descenso)                                             | Estádio Municipal de Puente Alto              | 1.900      | 0 (não possui) | 4             |
| Juventud Chépica                              | Chépica       | Região de O'Higgins              | Oitavo Lugar (Zona Sul)                                              | ---                                           | ---        | 0 (não possui) | 6             |
| Iván Mayo Club de Fútbol                      | Villa Alemana | Região de Valparaíso             | Quinto Lugar (Zona Norte)                                            | Estádio Ítalo Composto Scarpatti              | 3.000      | 0 (não possui) | 6             |
| Corporación Club de Deportes Santiago Morning | Independencia | Metropolitana de Santiago        | Sétimo Lugar (Ascenso)                                               | Santa Laura                                   | 22.375     | 1 (1984)       | 5             |
| Club de Deportes Victoria                     | Victoria      | Região de Araucanía              | Sexto Lugar (Zona Sul)                                               | Estádio Municipal de Victoria                 | 3.000      | 0 (não possui) | 6             |
| Club Deportivo Con Con National               | Concón        | Região de Valparaíso             | Sexto Lugar (Zona Norte)                                             | ---                                           | --         | 0 (não possui) | 7             |
| Juventud Ferro                                | Chimbarongo   | Região de O'Higgins              | Terceiro Lugar (Ascenso)                                             | Estádio Municipal de Chimbarongo              | --         | 0 (não possui) | 4             |
| Juventud O'Higgins                            | Curacaví      | Região Metropolitana de Santiago | Quarto Lugar (Descenso)                                              | Estádio Ferroviário Hugo Arqueros Rodríguez   | 30.000     | 0 (não possui) | 4             |
| Club de Deportes Laja                         | Laja          | Região de Bío-Bío                | Segundo Lugar (Ascenso)                                              | Estádio Facela                                | 3.000      | 1 (1982)       | 5             |
| Unión Santa Cruz                              | Santa Cruz    | Região de O'Higgins              | Quarto Lugar (Ascenso)                                               | Estádio Municipal Joaquín Muñoz García        | 4.500      | 0 (não possui) | 4             |
| Club Deportivo Quintero Unido                 | Quintero      | Região de Valparaíso             | Sexto Lugar (Ascenso)                                                | Estádio Municipal Raúl Vargas Verdejo         | 2.500      | 0 (não possui) | 4             |
| Club Deportivo Municipal Las Condes           | Las Condes    | Região Metropolitana de Santiago | Sétimo Lugar (Zona Sul)                                              | ----                                          | ---        | 0 (não possui) | 2             |
| Club Estudiantes de Quilpué                   | Quilpué       | Região de Valparaíso             | Sexto Lugar (Descenso)                                               | ---                                           | ---        | 0 (não possui) | 2             |
| Club Deportivo Lan Chile                      | Santiago      | Metropolitana de Santiago        | Primeiro Lugar (Descenso)                                            | ---                                           | --         | 0 (não possui) | 1             |
| Club de Deportes Malleco Unido                | Angol         | Região de Araucanía              | Rebaixado do Campeonato Chileno de Futebol de 1988 - Segunda Divisão | Estádio Municipal Alberto Larraguibel Morales | 4.000      | 0 (não possui) | 1             |
| Athletic Club Barnechea                       | Lo Barnechea  | Região Metropolitana de Santiago | Acesso pelo Campeonato Chileno de Futebol de 1988 - Quarta Divisão   | Estádio Municipal de Lo Barnechea             | 2.500      | 0 (não possui) | 1             |
| Club Deportivo Thomas Bata                    | Peñaflor      | Região Metropolitana de Santiago | Acesso pelo Campeonato Chileno de Futebol de 1988 - Quarta Divisão   | Estádio San Damián                            | -----      | 0 (não possui) | 1             |
| Club de Deportes Lozapenco                    | Penco         | Região de Bío-Bío                | Convidado                                                            | ---                                           | --         | 0 (não possui) | 1             |
| Club de Deportes Comercial Temuco             | Temuco        | Região de Araucanía              | Convidado                                                            | Estádio Municipal Germán Becker               | 20.930     | 0 (não possui) | 1             |
| Club de Deportes La Unión                     | La Unión      | Região de Los Lagos              | Convidado                                                            | --                                            | --         | 0 (não possui) | 1             |
| Club Deportivo Rahue                          | Osorno        | Região de Los Lagos              | Convidado                                                            | Estádio Municipal Rubén Marcos Peralta        | 12.000     | 0 (não possui) | 1             |

## Campeão
| Campeão Chileno Terceira Divisão 1989                  |
| ------------------------------------------------------ |
| Club de Deportes Lozapenco (Penco) (1º título) Campeão |